# Albano Lacus
Der Albano Lacus ist ein See aus flüssigem Methan auf dem Saturnmond Titan. Er liegt in den Koordinaten 65,9 N/236,4 W und durchmisst 6,2 km. Seine Namensherkunft ist der Albaner See in Italien. Er wurde durch die Raumsonde Cassini entdeckt und 2010 benannt.